# Eupanacra mindanaensis
Eupanacra mindanaensis là một loài bướm đêm thuộc họ Sphingidae. Nó được tìm thấy ở Philippines.
Chiều dài cánh trước là 24–26 mm đối với con đực và 26–29 mm đối với con cái. Nó giống với Eupanacra malayana nhưng lớn hơn, tối hơn và màu sắc đồng nhất hơn.